# آب‌انبار توکلی
آب‌انبار توکلی مربوط به دوره پهلوی است و در سمنان، خیابان راه آهن واقع شده و این اثر در تاریخ ۲۵ اسفند ۱۳۸۰ با شمارهٔ ثبت ۵۶۳۸ به‌عنوان یکی از آثار ملی ایران به ثبت رسیده است.